# Carlo Abarth
Karl Albert „Carlo” Abarth (ur. 15 listopada 1908 w Wiedniu, zm. 24 października 1979 tamże) – włoski (południowotyrolski) inżynier konstruktor.
Urodził się w Austro-Węgrzech, jego ojciec pochodził z Meranu, do którego wrócił po I wojnie przyjmując obywatelstwo włoskie.
W 1934 podjął pracę w warsztatach Porsche. 
31 marca 1949 założył przedsiębiorstwo motoryzacyjne Abarth wraz z kierowcą wyścigowym Guido Scagliarini w Bolonii.